# Mugarty
Mugarty (ros. Мугарты) – wieś w Rosji, w Dagestanie, w rejonie derbenckim. W 2010 liczyła 1614 mieszkańców, głównie Azerów.

## Urodzeni
- Heybətulla Hacıəliyev – azerski bokser.